# Halldór Helgason
Halldór Helgason (Akureyri, 10 de janeiro de 1991) é um snowboarder islandês.
Seu reconhecimento veio depois de ser medalhista de ouro no Winter X Games no ano de 2010 na modalidade Big Air, se tornando assim o primeiro islandês a ganhar uma medalha na competição. Halldór também ficou conhecido por fazer vídeos e filmes praticando snowboard.
Halldór começou a praticar snowboard no ano de 2000, depois de ser influenciado por seu irmão mais velho, Eiki Helgason, que começara a praticar o esporte em 1999. Ambos praticam também skateboard.

## A arte e o snowboard
Os irmãos Helgason já participaram de várias produções independentes, nas quais todos os filmes ou vídeos têm alguma ligação com o snowboard. Eles também já fizeram parte de um dos episódios da série de televisão The Standard Snowboard Show, em que se mostraram as manobras por eles executadas pelas ruas de Helsinki, além de uma viagem feita pelas capitais escandinavas.